# Предсједник Владе Републике Српске
Предсједник Владе Републике Српске је изабрано лице које стоји на челу Владе Републике Српске. Руководи радом Владе и предсједава њеним сједницама.
Предсједник Владе Републике Српске Радован Вишковић из Савеза независних социјалдемократа, је дана 18. августа 2025. године поднио оставку и до избора нове владе остаје предсједник у техничком мандату.

## Избор
Предсједник Републике Српске предлаже Народној скупштини Републике Српске кандидата за предсједника Владе. Кандидат излаже Народној скупштини програм Владе и предлаже њен састав. Влада Републике Српске је изабрана ако је за њен избор гласала већина од укупног броја народних посланика.
Затим, одлука о разрјешењу Владе сматра се усвојеном ако је за њу гласала већина од укупног броја народних посланика. Оставка или разрјешење предсједника Владе повлачи оставку Владе.

## Списак предсједника Владе
Савез независних социјалдемократа (СНСД)
      Српска демократска странка (СДС)
      Партија демократског прогреса (ПДП)
| Предсједник Министарског савјета | Предсједник Министарског савјета | Предсједник Министарског савјета | Предсједник Министарског савјета | Животни век | Трајање мандата                   | Трајање мандата                   | Странка                           | Напомена                                                                                             |
| -------------------------------- | -------------------------------- | -------------------------------- | -------------------------------- | ----------- | --------------------------------- | --------------------------------- | --------------------------------- | --- |
| -                                |                                  |                                  | Миодраг Симовић                  | 1952–       | 21. децембар 1991.                | 22. април 1992                    | Српска демократска странка        | Министарски савјет Скупштине српског народа у Босни и Херцеговини претходница Владе Републике Српске |
| Ред                              | Предсједник Владе                | Предсједник Владе                | Предсједник Владе                | Животни век | Трајање мандата — Изборни мандати | Трајање мандата — Изборни мандати | Странка                           | Напомена                                                                                             |
| 1.                               |                                  |                                  | Бранко Ђерић                     | 1948–       | 22. април 1992.                   | 20. јануар 1993.                  | Српска демократска странка        | Влада Бранка Ђерића                                                                                  |
| 2.                               |                                  |                                  | Владимир Лукић                   | 1933-       | 20. јануар 1993.                  | 18. август 1994                   | Српска демократска странка        | Влада Владимира Лукића                                                                               |
| 3.                               |                                  |                                  | Душан Козић                      | 1958–       | 18. август 1994.                  | 17. децембар 1995.                | Српска демократска странка        | Влада Душана Козића                                                                                  |
| 4.                               | Рајко Касагић                    |                                  | Рајко Касагић                    | 1942–       | 17. децембар 1995.                | 18. мај 1996.                     | Српска демократска странка        | Влада Рајка Касагића                                                                                 |
| 5.                               |                                  |                                  | Гојко Кличковић                  | 1955-       | 18. мај 1996.                     | 18. јануар 1998.                  | Српска демократска странка        | I и II влада Гојка Кличковића                                                                        |
| 5.                               | 1996, 1997                       |                                  | Гојко Кличковић                  | 1955-       |                                   |                                   | Српска демократска странка        | I и II влада Гојка Кличковића                                                                        |
| 6.                               | Милорад Додик                    |                                  | Милорад Додик                    | 1959-       | 18. јануар 1998.                  | 12. јануар 2001.                  | Савез независних социјалдемократа | I влада Милорада Додика први мандат                                                                  |
| 6.                               | Милорад Додик                    | 1998                             | Милорад Додик                    | 1959-       |                                   |                                   | Савез независних социјалдемократа | I влада Милорада Додика први мандат                                                                  |
| 7.                               | Младен Иванић                    |                                  | Младен Иванић                    | 1958-       | 12. јануар 2001.                  | 17. јануар 2003.                  | Партија демократског прогреса     | Влада Младена Иванића                                                                                |
| 7.                               | Младен Иванић                    | 2000                             | Младен Иванић                    | 1958-       |                                   |                                   | Партија демократског прогреса     | Влада Младена Иванића                                                                                |
| 8.                               |                                  |                                  | Драган Микеревић                 | 1955-       | 17. јануар 2003.                  | 15. фебруар 2005.                 | Партија демократског прогреса     | Влада Драгана Микеревића                                                                             |
| 8.                               | 2002                             |                                  | Драган Микеревић                 | 1955-       |                                   |                                   | Партија демократског прогреса     | Влада Драгана Микеревића                                                                             |
| 9.                               |                                  |                                  | Перо Букејловић                  | 1946-       | 15. фебруар 2005.                 | 28. фебруар 2006.                 | Српска демократска странка        | Влада Пере Букејловића                                                                               |
| 10.                              | Милорад Додик                    |                                  | Милорад Додик                    | 1959-       | 28. фебруар 2006.                 | 15. новембар 2010.                | Савез независних социјалдемократа | II и III влада Милорада Додика други мандат                                                          |
| 10.                              | Милорад Додик                    | 2006                             | Милорад Додик                    | 1959-       |                                   |                                   | Савез независних социјалдемократа | II и III влада Милорада Додика други мандат                                                          |
| -                                | Антон Касиповић                  |                                  | Антон Касиповић                  | 1956-       | 15. новембар 2010.                | 29. децембар 2010.                | Савез независних социјалдемократа | III влада Милорада Додика вршилац дужности                                                           |
| 11.                              | Александар Џомбић                |                                  | Александар Џомбић                | 1968-       | 29. децембар 2010.                | 12. март 2013.                    | Савез независних социјалдемократа | Влада Александра Џомбића                                                                             |
| 11.                              | Александар Џомбић                | 2010                             | Александар Џомбић                | 1968-       |                                   |                                   | Савез независних социјалдемократа | Влада Александра Џомбића                                                                             |
| 12.                              | Жељка Цвијановић                 |                                  | Жељка Цвијановић                 | 1967-       | 12. март 2013.                    | 15. новембар 2018.                | Савез независних социјалдемократа | I и II влада Жељке Цвијановић                                                                        |
| 12.                              | Жељка Цвијановић                 | 2014                             | Жељка Цвијановић                 | 1967-       |                                   |                                   | Савез независних социјалдемократа | I и II влада Жељке Цвијановић                                                                        |
| -                                | Сребренка Голић                  |                                  | Сребренка Голић                  | 1958-       | 15. новембар 2018.                | 18. децембар 2018.                | Савез независних социјалдемократа | II влада Жељке Цвијановић вршилац дужности                                                           |
| 13.                              | Радован Вишковић                 |                                  | Радован Вишковић                 | 1964-       | 18. децембар 2018.                |                                   | Савез независних социјалдемократа | I и II влада Радована Вишковића                                                                      |
| 13.                              | Радован Вишковић                 | 2018, 2022                       | Радован Вишковић                 | 1964-       |                                   |                                   | Савез независних социјалдемократа | I и II влада Радована Вишковића                                                                      |